# 洪格巴赫河 (約薩河支流)
50°9′25.82″N 9°25′47.68″E / 50.1571722°N 9.4299111°E

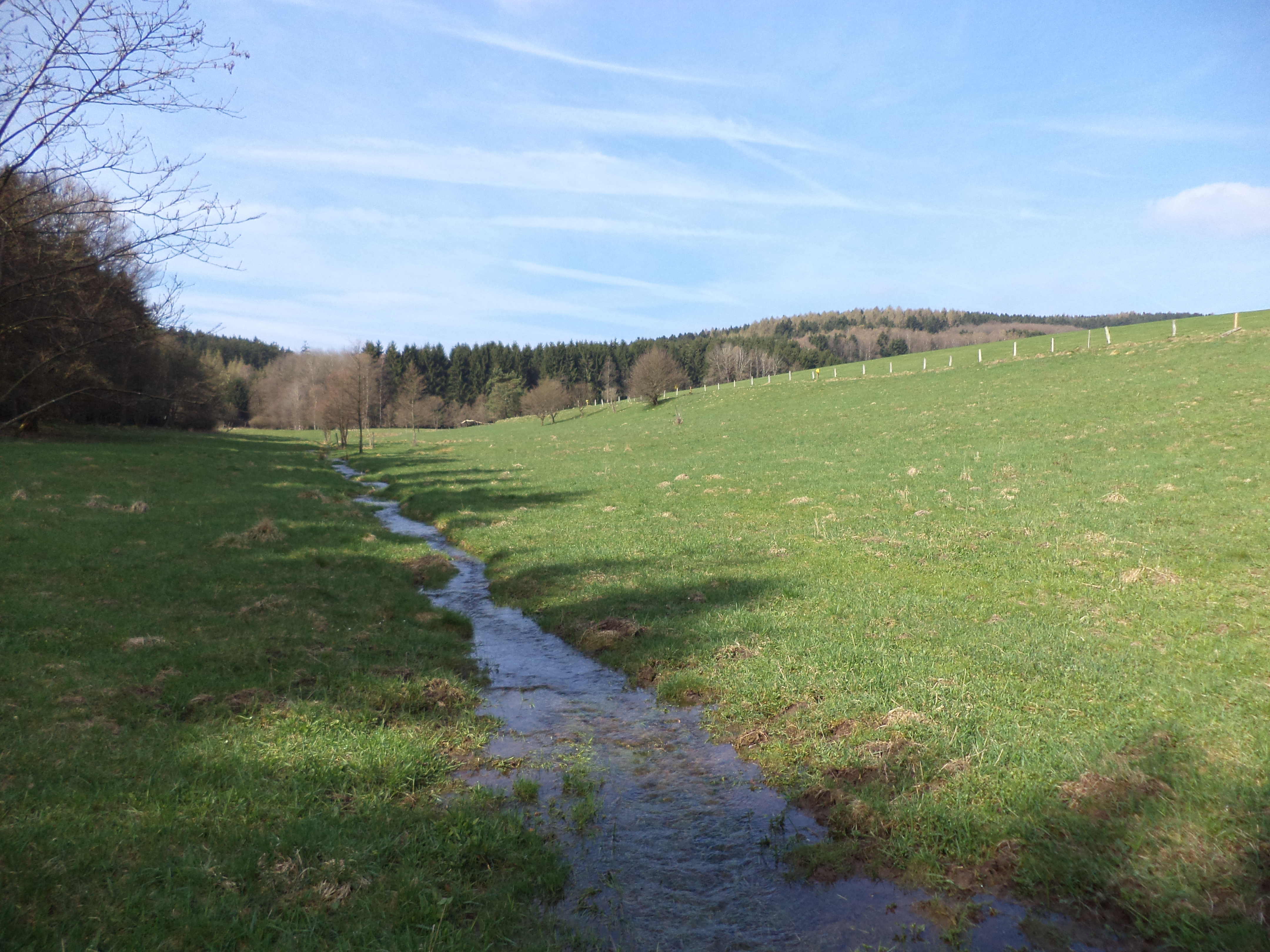
洪格巴赫河（約薩河支流）

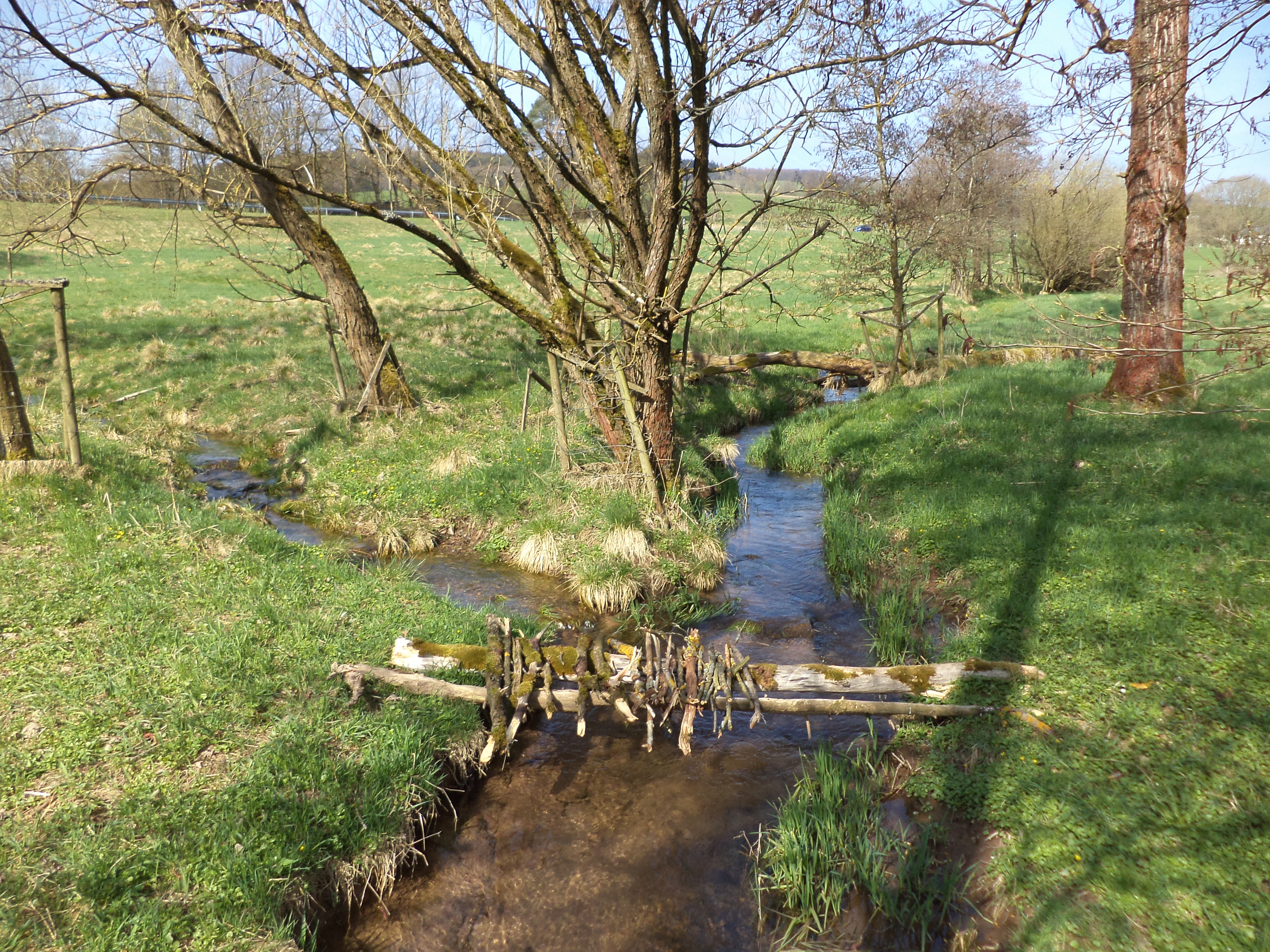
洪格巴赫河（約薩河支流）

洪格巴赫河（德語：Hungerbach），是德國的河流，位於該國中部，由黑森州負責管轄，屬於約薩河的右支流，河道全長0.5公里，流域面積2.5平方公里，流經美因-金齊希縣。